# バイヌナ級コルベット
バイヌナ級コルベット（英語: Baynunah-class corvette）は、アラブ首長国連邦海軍のコルベットの艦級。フランスのノルマンディー機械製造（CMN）社のBR70型の設計を採用している。

## 来歴
アブダビ首長国防衛軍海上部隊（Sea wing, Abu Dhabi Defence Force）は1968年3月に発足したが、当初の保有船艇は20メートル級程度の港内艇に限られた。その後、外洋航行能力を備えた艇として、ヴォスパー・ソーニクロフト社の110フィート (34 m)級哨戒艇が購入されることになり、1975年よりアルダナ級として就役した。
1971年のアラブ首長国連邦の成立を受けて、1978年2月にはアラブ首長国連邦海軍が発足し、その後十数年のあいだに、戦力は急激に拡充されていった。1980年から1981年にかけてバニヤス級（TNC-45型）6隻、1990年にはこれを発展させたムバラス級（FPB-44型）2隻、そして1990年から1991年にかけてはヘリコプター搭載のムーレイ・ジップ級（FPB-65型）が順次に就役した。
1990年代に入ると、アルダナ級の老朽化・陳腐化を受けて、更新が検討されるようになった。1996年には要求事項が提示されたが、1997年2月には航空運用能力の強化やステルス性の強化などが盛り込まれて改訂された。同年3月2日より入札が開始され、2001年3月23日にはフランスのノルマンディー機械製造（CMN）社が選定された。これによって建造されたのが本級である。

## 設計
中央船楼型の船型が採用されており、上部構造物はアルミニウム合金、船体は鋼製とされた。上記のようにステルス性が重視されており、レーダー反射断面積（RCS）低減のため、外壁には傾斜が付されているほか、主センサーとなるシージラフAMBも閉囲マストに収容された。
主機としてはV型12気筒のMTU 12V595 TE90ディーゼルエンジンが4基搭載された。推進器としては、KaMeWa社のウォータージェット推進器が採用されており、112 SII型が2基、125 BII型が1基搭載されている。

## 装備
IPN-S戦術情報処理装置を搭載し、リンク 11およびリンク Y Mk.2による戦術データ・リンクに対応した。またレーダーとしては、対空・対水上捜索用には3次元式のシージラフAMB、航法用にはスキャンター2001を、ソナーとしては機雷・障害物探知用のNDS-3070を搭載した。
艦砲としては、低RCSシールドを採用した62口径76mm単装速射砲（76mmスーパー・ラピッド砲）が搭載された。機銃としては、当初はオート・メラーラ社製の75口径30mm単装機銃が予定されていたが、実際には27mm単装機銃に変更された。
小型艦ながら艦対空ミサイル装備は充実しており、ESSM用のMk.56 VLSが8セルと、RAM近接防空ミサイルの21連装発射機を1基備える。また艦中部にはエグゾセMM40ブロックIII艦対艦ミサイルの4連装発射筒2基を備えている。
対潜兵器はもたないが、投射型静止式ジャマーや自走式デコイを運用できるWASS-C310魚雷防御装置を備えている。また必要に応じて、ヘリコプター甲板には機雷敷設軌条を設置可能とされている。

## 同型艦
| #     | 艦名                     | 造船所               | 起工           | 進水          | 就役           |
| ----- | ------------------------ | -------------------- | -------------- | ------------- | -------------- |
| P 171 | バイヌナ Baynunah        | シェルブール (CMN社) | 2005年9月8日   | 2009年6月25日 | 2011年10月11日 |
| P 172 | アル・ヘセン Al Hesen    | アブダビ (ADSB社)    | 2006年7月5日   | 2010年7月22日 | 2012年         |
| P 173 | アル・ダフラ Al Dhafra   | アブダビ (ADSB社)    | 2007年6月21日  | 2011年4月5日  | 2013年         |
| P 174 | マズヤド Mezyad          | アブダビ (ADSB社)    | 2007年12月5日  | 2012年2月16日 | 2014年         |
| P 175 | アル・ジャヒリ Al Jahili | アブダビ (ADSB社)    | 2008年10月26日 | 2013年        | 2015年         |
| P 176 | アル・ヒリ Al Hili       | アブダビ (ADSB社)    | 2010年         | 2014年2月8日  | 2016年         |